# داين (أميرية)
داین (بالفارسية: داین) هي قرية تقع في إيران في قسم أمیریة الريفي. يقدر عدد سكانها بـ 269 نسمة بحسب إحصاء 2016.